# Крумпхольц, Иоганн Баптист
Иоганн Баптист Крумпхольц, Ян Крумпхольц (нем. Johann Baptist Krumpholz; чеш. Jan Křtitel Krumpholtz; 3 мая 1745, по другим данным 1742 или 1747 — 19 февраля 1790) — чешский композитор и арфист.

## Биография
Рос в Париже, учился музыке у своего отца. Он был братом Венцеля Крумпхольца, скрипача и мандолиниста. В 1773 году провёл успешный концерт в Бургтеатре в Вене. В юности служил в военном оркестре, играл, помимо арфы, на скрипке и гобое. В 1767 вернулся в Прагу с намерением стать композитором и арфистом-профессионалом. Был поддержан князем Эстерхази и поначалу стал учеником Йозефа Гайдна. Выучившись довольно основательно, Крумпхольц предпринял гастрольный тур по Европе и в 1777 осел в Париже, окруженный учениками. 
Сотрудничал с ведущими европейскими изготовителями арф, работая над усовершенствованием педальной системы. Написал 6 концертов для арфы с оркестром, 52 сонаты, а также квартеты для арфы со струнными, дуэты с разными инструментами и пр. Крумпхольцу принадлежит также учебный курс игры на арфе.